# Мурасе Кокомо
Кокомо Мурасе (7 листопада 2004 , Префектура Ґіфу ) — японська сноубордистка, що спеціалізується в біг-ейрі та слоупстайлі, бронзова призерка Олімпійських ігор 2022 року. 

## Олімпійські ігри
| Рік  | Місто        | Слоупстайл | Біг-ейр |
| ---- | ------------ | ---------- | ------- |
| 2022 | Пекін, Китай | 10         | 3       |

## Чемпіонат світу
| Рік  | Місто      | Слоупстайл | Біг-ейр |
| ---- | ---------- | ---------- | ------- |
| 2021 | Аспен, США | 5          | 6       |